# Teatro di boulevard

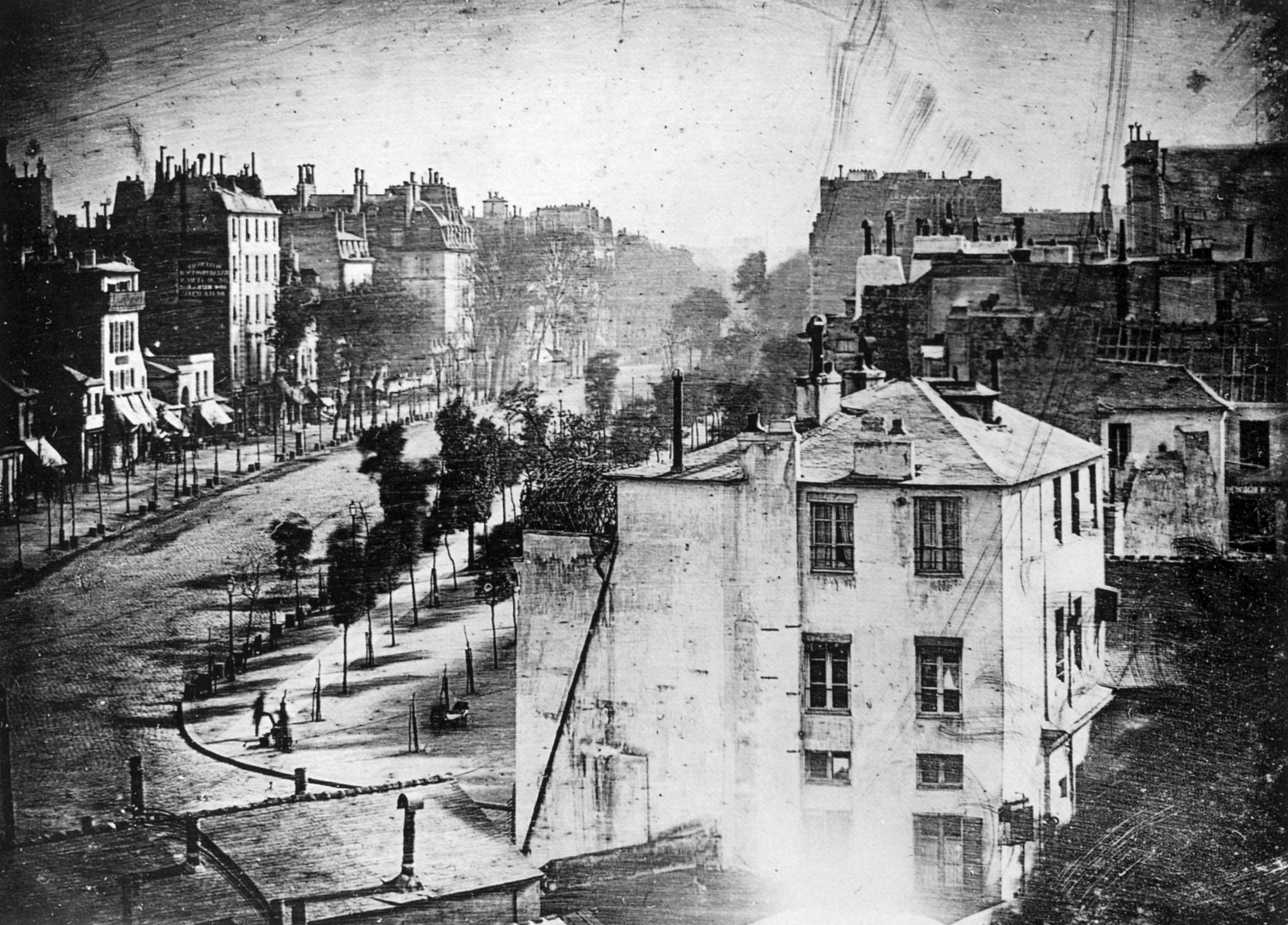
Boulevard du Temple (dagherrotipo del 1838)

Il teatro di boulevard (théâtre de boulevard) o boulevardier come estetica teatrale francese è cresciuto nei boulevard del centro storico di Parigi.

## Origine
A partire dalla seconda metà del XVIII secolo i vari tipi di spettacoli (fuochi d'artificio, pantomime, acrobati, animali ammaestrati, ecc.), che caratterizzavano il théâtre de la foire (teatro della fiera), si spostarono nei boulevard che avevano sostituito i bastioni storici parigini. In particolare il teatro borghese e popolare si installò nel boulevard du Temple, all'epoca soprannominato boulevard du Crime a causa dei drammi e delle storie criminali che vi erano rappresentati. Si era così formato un repertorio detto di boulevard per distinguersi dall'accademismo del teatro dell'alta società. Poi, a partire dal Secondo Impero, vi vennero rappresentati vaudeville e commedie d'intreccio.
Il programma televisivo Au théâtre ce soir (1966-1985) ha trasmesso in quasi venti anni molti spettacoli di questo repertorio.

## Stile
Portato in scena da compagnie teatrali private, predominano le commedie, ma anche i drammi. Ad eccezione di Edmond Rostand i testi sono quasi sempre in prosa, di tipo realistico ma inquadrato in situazioni irreali. Spesso l'intenzione è quella di sorprendere il pubblico con vicende insolite o estreme a cui sono sottoposti i personaggi che sono abbozzati con poca complessità, ordinari, facilmente comprensibili. Le opere sono concepite come puro intrattenimento e vengono evitati argomenti controversi come la religione o la politica, il che non ha impedito ad alcuni autori d'introdurre una qualche forma di critica sociale.

## Elenco degli autori
- Marcel Achard
- Jean Anouilh
- Émile Augier
- Marcel Aymé
- Pierre Barillet
- Henry Bataille
- Henry Becque
- Tristan Bernard
- Henri Bernstein
- Henri-Frédéric Blanc
- Alexandre Breffort
- Marc Camoletti
- Isabelle Candelier
- Alfred Capus
- Édouard Cetre
- Jean Cocteau
- Georges Courteline
- Gaston Arman de Caillavet
- Robert de Flers
- René-Charles Guilbert de Pixerécourt
- Lucien Descaves
- Jacques Deval
- Maurice Donnay
- Françoise Dorin
- Georges Feydeau
- Alexandre Gauthier
- Jean-Pierre Grédy
- Sacha Guitry
- Maurice Hennequin
- Albert Husson
- Eugène Labiche
- Robert Lamoureux
- Henri Lavedan
- Julien Luchaire
- Claude Magnier
- Jacqueline Maillan
- Félicien Marceau
- Yves Mirande
- Marcel Mithois
- Marcel Pagnol
- Jean Poiret
- Georges de Porto-Riche
- Claude-André Puget
- Jules Romains
- Edmond Rostand
- André Roussin
- Armand Salacrou
- Victorien Sardou
- Jean Sarment
- Eugène Scribe
- Robert Thomas
- Francis Veber
- Pierre Veber
- Louis Verneuil
- Maurice Yvain